# Булатниково (Нижегородская область)
Була́тниково — деревня в Павловском районе Нижегородской области. Входит в состав Калининского сельсовета. Расположено на склоне долины ручья — притока реки Кишмы к югу от автодороги Павлово-Давыдково в зоне интенсивных карстопроявлений.

## Происхождение названия
Булатниково — одна из многих «непашенных» деревень павловской округи. Непашенными называли деревни несельскохозяйственной специализации. Как и в большинстве населённых пунктов Павлово — Вачского металлообрабатывающего района, здесь занимались производством металлоизделий. «Знали секрет булата, говорят, в селе Булатниково всю домашнюю утварь — косыри, ухваты, серпы — из булата делали. До сих пор там сохранились булатные ямы. Сейчас его секрет считают утраченным…» [1].

## Современное состояние
Население деревни — пенсионеры и дачники. Прямого транспортного сообщения с другими населёнными пунктами нет. Ближайшая остановка — в 1,7 км от деревни на повороте с трассы «Павлово-Сосновское» в сторону Давыдкова. Ближайшие населённые пункты — Ярымово и Большое Мартово. Живописные окрестности. К северу от деревни имеются два небольших пруда, в которых разводят карпов.